# Bisdom Salina
Het bisdom Salina (Latijn: Dioecesis Salinensis) is een rooms-katholiek bisdom met als zetel Salina, in de Amerikaanse staat Kansas. Het bisdom is suffragaan aan het aartsbisdom Kansas City. 

## Geschiedenis
Het bisdom werd opgericht op 2 augustus 1887, als het bisdom Concordia, uit delen van het bisdom Leavenworth, en was suffragaan aan het aartbisdom Saint Louis. Op 23 december 1944 veranderde het van naam naar bisdom Salina. Op 9 augustus 1952 veranderde het van kerkprovincie en werd suffragaan aan het aartsbisdom Kansas City.  

## Parochies
Het bisdom had in 2022 een oppervlakte van 69.114 km2 en telde 318.530 inwoners waarvan 11,6% rooms-katholiek was.

## Bisschoppen
- Richard Scannell (9 augustus 1887 - 30 januari 1891)
  - John Joseph Hennessy (apostolisch administrator: 1891 - 28 september 1898)
- Thaddeus Joseph Butler (5 juli 1897 - 16 juli 1897; niet in bezit genomen)[1]
- John Francis Cunningham (14 mei 1898 - 23 juni 1919)
- Francis Joseph Tief (16 december 1920 - 11 juni 1938)
- Francis Augustine Thill (24 augustus 1938 - 21 mei 1957)
- Frederick William Freking (10 oktober 1957 - 30 december 1964)
- Cyril John Vogel (14 april 1965 - 4 oktober 1979)
- Daniel William Kucera (5 maart 1980 - 20 december 1983)
- George Kinzie Fitzsimons (28 maart 1984 - 21 oktober 2004)
- Paul Stagg Coakley (21 oktober 2004 - 16 december 2010)
- Edward Joseph Weisenburger (6 februari 2012 - 3 oktober 2017)
- Gerald Lee Vincke (13 juni 2018 - heden)

## Galerij van afbeeldingen

Wapen van het bisdom
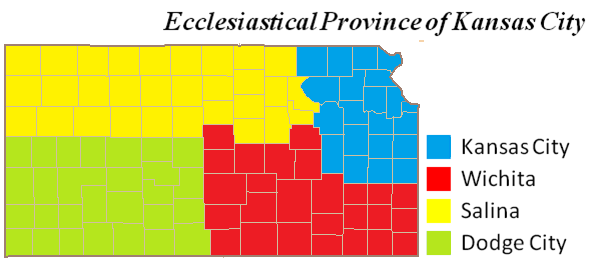
Kerkprovincie met aartsbisdom en suffragane bisdommen

Kansas City (aartsbisdom) · Dodge City · Salina · Wichita